# Menesia pulchella
Menesia pulchella är en skalbaggsart som först beskrevs av Francis Polkinghorne Pascoe 1867.  Menesia pulchella ingår i släktet Menesia och familjen långhorningar.
Artens utbredningsområde är Brunei. Inga underarter finns listade i Catalogue of Life.